# Pleronexis caledonica
Pleronexis caledonica là một loài bọ cánh cứng trong họ Chrysomelidae. Loài này được Fauvel miêu tả khoa học năm 1862.